# Карлі Саймон
Карлі Саймон (Carly Simon; 25 червня 1945, Бронкс, Нью-Йорк, США) — американська вокалістка, піаністка, композиторка, авторка текстів, продюсерка, одна з найпопулярніших бардів 1970-х.

## Творчість
Карлі Саймон дебютувала на початку 1960-х у клубах району Гринвіч-Віллидж, де виступала з сестрою Люсі. Як дует Simon Sisters вони у середині 1960-х записали для фірми «Карр» сингл «Winkin' Blinkin' & Nod» та два альбоми з софтроковими та дитячими творами. Після розпаду дуету Саймон під опікою колишнього менеджера Боба Ділана, Альберта Гроссмана, розпочала сольну діяльність, проте вона виявилась безуспішною, і з кінокритиком Джекобом Брекменом Саймон створила авторську спілку, яка складала музику до фільмів.
1971 року твори Саймон «That's The Way I've Always Heard It Should Be» та «Anticipation» (створені під керівництвом Пола Самвелла Сміта) потрапили до американського чарту. На третьому альбомі співачки «No Secrets» баладний вокал супроводжував рок-акомпанемент Річарда Перрі. З цього видання походив хіт-сингл «You're So Vain», який насміхався над чоловічою пихою, що вважали натяком на актора Уоренна Бітті чи Міка Джеггера (проте останній брав участь у записі твору). 1972 року сингл розійшовся двома мільйонами примірників, а через двадцять років повернувся до британського чарту завдяки використанню у телевізійній рекламі. Альбом «No Secrets» і досі вважається найцікавішою роботою Саймон, а серед вдалих композицій, що ввійшли до нього, також відзначають «The Right Thing To Do». Черговим хітом Саймон була версія твору «Mockingbird» з репертуару дуету Charlie & Inez Foxy, яку співачка виконала разом з чоловіком Джеймсом Тейлором. Подружжя стало улюбленою темою у мас-медіа. Голосним було і їхнє розлучення, коли 1983 року співачка пішла до Расселла Канкела — перкусиста гурту Тейлора.

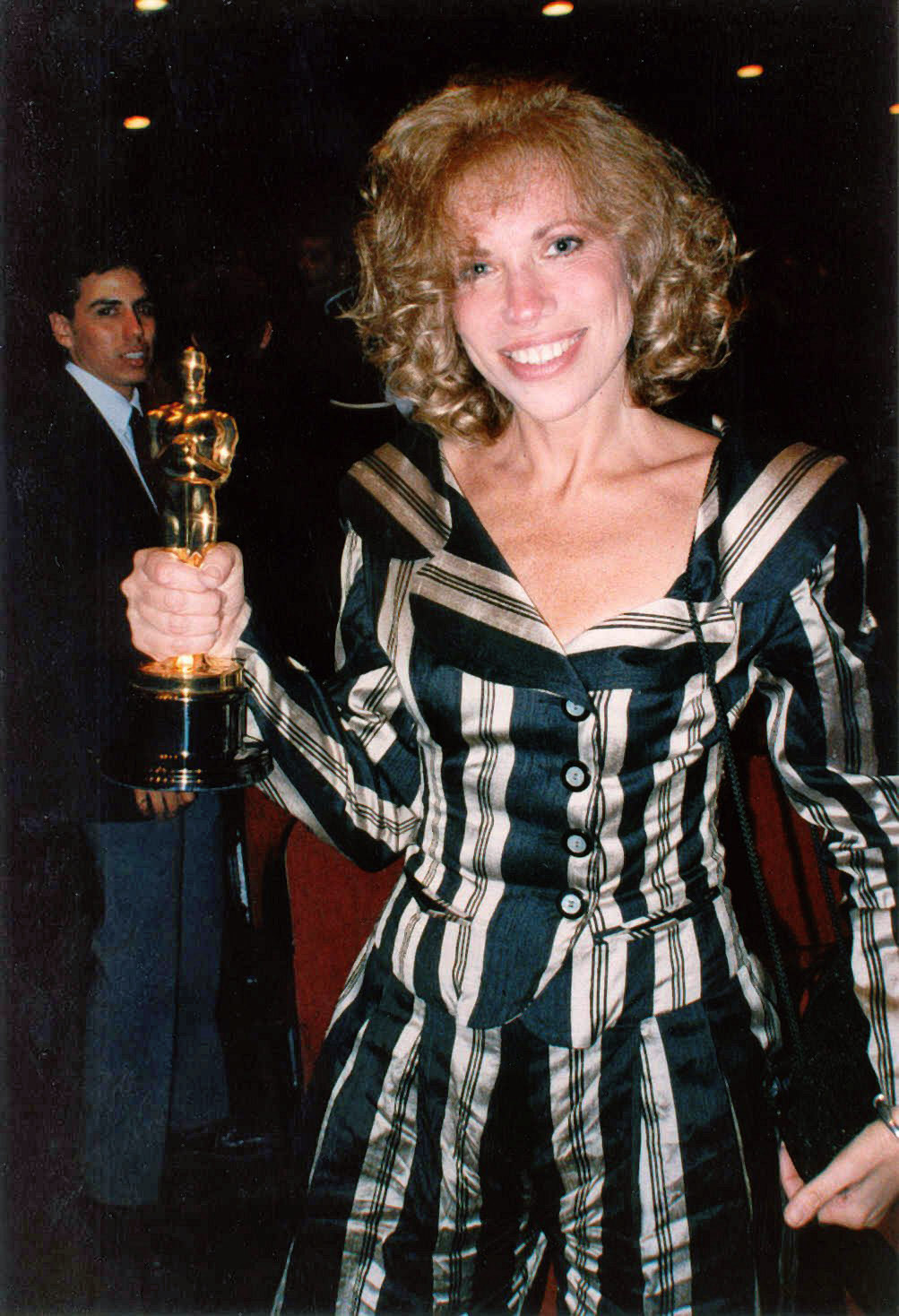
Саймон, зі своїм оскаром у руці, на 61-й церемонії Оскар (березень 1989 р.).

1973 року альбом «Hotcakes» потрапив на третю позицію американського чарту, проте у другій половині 1970-х років Саймон обмежила композиторську та студійну діяльність на користь виступів в «антиядерних» концертах. У цей період популярність здобули лише два сингли: «Nobody Does It Better», що походив з фільму про Бонда та «You Belong To Me» — результат співпраці Саймон з Майклом Макдональдом.
У 1980-х роках авторські творіння співачки поступились місцем захопленню класичним попом. Альбоми «Torch» та «Му Romance» пропонували виключно довоєнні бродвейські стандарти. Також Саймон незмінно залишалась під впливом кіномистецтва. Наприклад, британський хіт 1982 року «Why» (композиція групи Chic) було використано у фільмі Джонатана Кауфера «Soup For One», а сама Саймон виступила разом з Джоном Траволтою у фільмі «Perfect» Джеймса Бріджа. Однак найбільшу популярність принесли авторські твори для кінематографа: «Coming Around Again», що походив з «Heartburn» (1986, режисер Майк Ніколс), та відзначений «Оскаром» «Let The Rives Run» з стрічки «Working Girl» (1989, режисер Майк Ніколс). Обидві композиції виявили композиторську зрілість співачки та підтвердили її вокальні здібності.
1989 року Саймон відкрила в Нью-Йорку власну галерею «Riverrun», a наступного року запропонувала альбом «Have You Seen Me Lately?», який записала за участю сестри Люсі.

## Дискографія
- 1971: Carly Simon
- 1971: Anticipation
- 1972: No Secrets
- 1973: Hotcakes
- 1975: Playing Possum
- 1975: The Best Of Carly Simon
- 1976: Another Passenger
- 1978: Boys In The Trees
- 1979: Spy
- 1980: Come Upstairs
- 1981: Torch
- 1981: You're So Vain
- 1983: Hello Big Man
- 1985: Spoiled Girl
- 1987: Coming Around Again
- 1988: Greatest Hits Live
- 1990: My Romance
- 1990: Have You Seen Me Lately?
- 1992: This Is My Life (soundtrack)
- 1995: Letters Never Sent
- 1995: Clouds In My Coffee 1965—1995
- 1997: Film Noir.

### The Simon Sisters
- 1964: The Simon Sisters
- 1965: Cuddlebug